# Kaplja vas (Prebold, Slovenija)
Kaplja vas je naselje u slovenskoj Općini Prebold. Kaplja vas se nalazi u pokrajini Štajerskoj i statističkoj regiji Savinjskoj.

## Stanovništvo
Prema popisu stanovništva iz 2018. godine naselje je imalo 307 stanovnika.